# 臺灣鐵路管理局組織編制

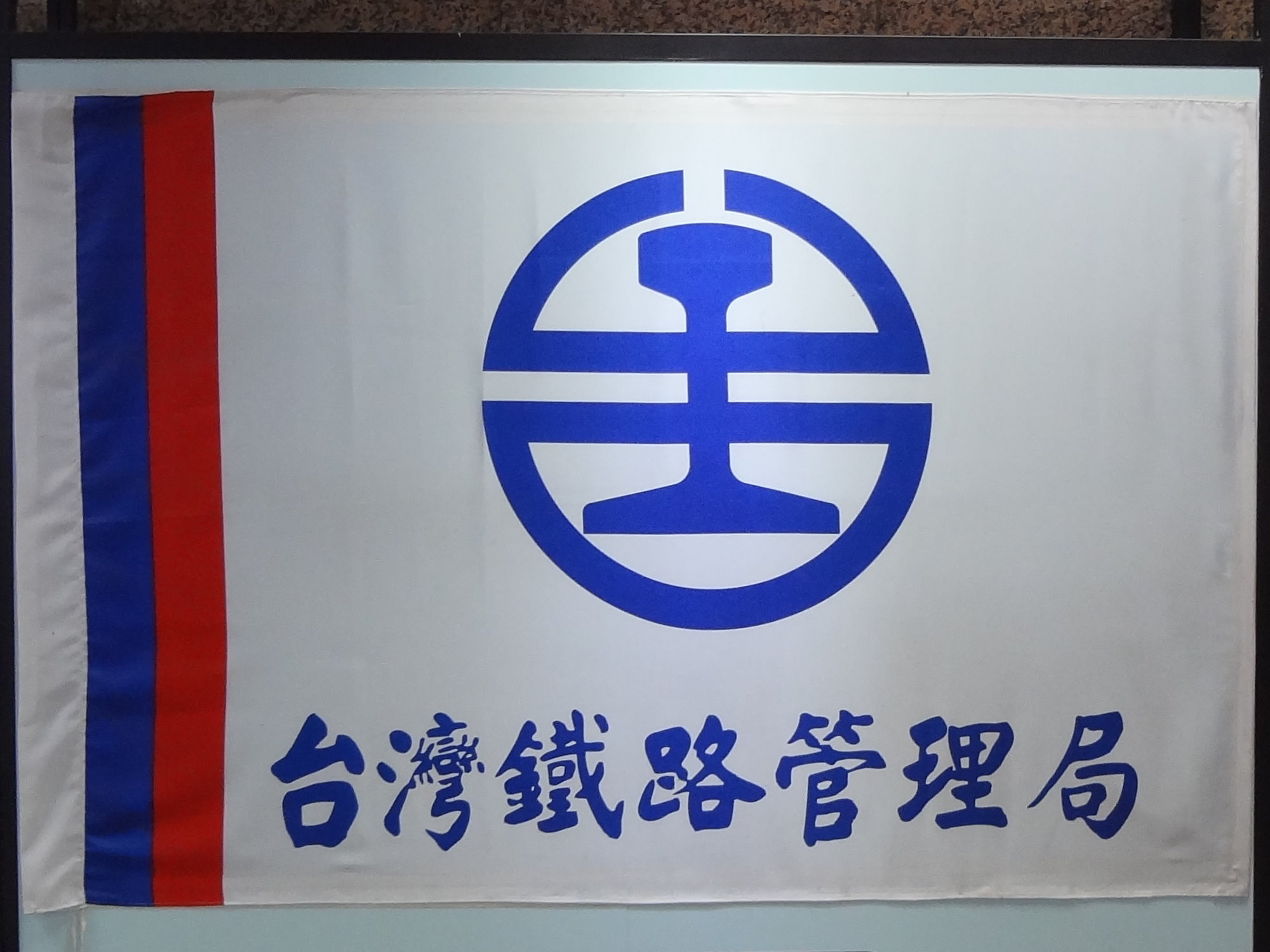
臺灣鐵路管理局局旗

臺灣鐵路管理局組織編制，為局長下置副局長3人、主任秘書及總工程司各1人襄助局長處理局務，並設有企劃處、運務處、工務處、機務處、電務處、材料處、行政處、主計室、人事室、政風室、公共關係室、勞安室、員工訓練中心等13個編制單位，防護團、法規小組、營運安全處、專案工程處、資產開發中心、副業營運中心、客服中心等7個任務編組，以及貨運服務總所、餐旅服務總所等2個直屬機構。

## 局本部
- 局長
- 副局長
- 主任秘書
- 總工程司
- 副總工程司
- 專門委員

## 秘書室
- 主任（主秘兼）
- 副主任

### 第一科
- 科長
- 總務
- 文書
- 文獻室
- 圖書室

### 第二科
- 科長
- 視察
- 工程管理股
- 公文管理

### 第三科
- 科長
- 國會聯絡室
- 新聞聯絡室

## 人事室
- 主任
- 副主任
- 視察

### 第一科
- 科長
- 任免
- 試務辦公室
- 編制
- 人事

### 第二科
- 科長
- 奬懲
- 勞工
- 勤訓
- 總務

### 第三科
- 科長
- 退休撫卹
- 待遇福利
- 資料

## 會計室
- 會計主任
- 副主任2名
- 視察

### 第一科
- 科長
- 視察
- 財務規劃
- 預算編審
- 文書
- 檔案
- 人事

### 第二科
- 科長
- 視察（科長室）
- 視察（查帳室）
- 視察（東區）
- 視察（南區）
- 綜核
- 料款
- 薪費
- 工款
- 經費
- 營收

### 第三科
- 科長
- 視察
- 帳務
- 傳票倉庫
- 決算
- 材料帳
- 財產帳
- 查核室

### 第四科
- 科長
- 視察
- 調查統計
- 營運統計
- 公務統計
- 統計編審

### 中部辦公室
- 辦公室

## 政風室
- 主任

### 第一科
- 科長
- 政風綜合
- 機密維護
- 設施維護
- 行政考核
- 文書管理

### 第二科
- 科長
- 反貪
- 防貪
- 陽光法案
- 公務員倫理規範

### 第三科
- 科長
- 肅貪
- 檢舉專線

## 運務處
台鐵運務處為台灣鐵路管理局主要對外營收單位，其主要執掌為台鐵所有客運及貨運業務。
- 處長
- 副處長

### 綜核科
- 科長
- 視察
- 考核
- 總務
- 文書
- 圖書室
- 稽核
- 物料
- 物料倉庫

### 運轉科
- 科長
- 考核
- 保安
- 設備

### 營業科
- 科長
- 視察
- 規劃
- 自動售票機
- 業務
- 服務
- 旅客洽詢申訴專線（營業）
- 客座股
- 票調中心

### 綜合調度所
原稱「調度總所」
- 所長
- 副所長
- 人事主任
- 綜合組
- 客車組
- 貨車組
- 特運
- 配車台
  - 一台
  - 二台
- 行車組
- 計畫組
- 機車值班
- 客車值班
- 貨車值班
  - 綜合台
  - 第一台
  - 第二台
  - 第三台
  - 第四台
  - 第五台
- 行車值班

### 行車控制中心
臺北車站大樓4樓南側
- 主任
- 領班控制台
  - 北　面向行車第四～第八台
  - 中　面向行車第九～第十三台
  - 南　面向行車第十四～第十五台
  - 東　面向行車第一～第三台
- 機車控制台
  - 北　面向行車第四～第八台
  - 中　面向行車第九～第十三台
  - 南　面向行車第十四～第十五台
  - 東　面向行車第一～第三台
- 號誌控制台
- 行車控制台
  - 第一台　臺東─池上（臺東線）
  - 第二台　池上─花蓮（臺東線）
  - 第三台　花蓮─蘇澳新（北迴線）
  - 第四台　蘇澳─龜山（宜蘭線）
  - 第五台　龜山─八堵（宜蘭線）
  - 第六台　基隆─臺北（縱貫線北段）
  - 第七台　臺北─中壢（縱貫線北段）
  - 第八台　中壢─竹南（縱貫線北段）
  - 第九台　竹南─清水（縱貫線海線段）
  - 第十台　竹南─新烏日（臺中線）
  - 第十一台　清水─彰化（縱貫線海線段）、新烏日─彰化（臺中線）、追分─成功（臺中線成追段）
  - 第十二台　彰化─民雄（縱貫線南段）
  - 第十三台　民雄─臺南（縱貫線南段）
  - 第十四台　臺南─高雄（縱貫線南段）
  - 第十五台　高雄─臺東（屏東線、南迴線）
  - 第十六、第十七台　預備台
- 文康室
- 旅客資訊台
- 旅客服務中心
- 旅客洽詢申訴專線（行車）

### 票務中心
- 主任
- 票據印製
- 軟票、印製房
- 庶務
- 票據供應
- 票據倉庫
- 人事管理員（票務）

### 運務段
- 臺北運務段
  - 組織含基隆車班組、臺北車班組、新竹車班組、特等站1站、一等站10站、二等站4站、三等站8站、簡易站14站、招呼站5站，共42站。
本段轄區：基隆至香山站，營運里程計114.8公里，另有內灣線（27.9公里）及六家線（3.1公里）二條支線。

- 臺中運務段
  - 組織含彰化車班組、特等站1站、一等站6站、二等站6站、三等站15站、簡易站11站、招呼站11站，共計48站。
本段轄區：北自崎頂站起，南至二水站止（含集集線），營運公里計248.1公里（含縱貫線、臺中線、成追線2.2公里、臺中港線6.0公里與集集線29.7公里等）。

- 高雄運務段
  - 組織含嘉義車班組、高雄車班組、特等站1站、一等站8站、二等站7站、三等站16站、簡易站15站、招呼站11站，共計57站。
本段轄區：北自雲林縣林內站南至屏東縣枋野站及其分歧沙崙支線，里程共計266.1公里。

- 宜蘭運務段
  - 組織含宜蘭車班組、一等站3站、二等站5站、三等站11站、簡易站9站、招呼站11站，共38站。
本段轄區：宜蘭線（暖暖─蘇澳）及其分歧之平溪、深澳支線，北迴線（蘇澳新─漢本），營運里程共計159.3公里。

- 花蓮運務段
  - 組織含花蓮車班組、特等站1站、一等站2站、二等站2站、三等站21站、簡易站10站、招呼站5站，共計40站。
本段轄區：北起花蓮縣（最北端）和平站，南至臺東縣（最南端）古莊站（含花蓮港線），全長271.6公里。

### 車班組
- 基隆車班組
  - 主任
  - 副主任
  - 總務
  - 基隆行車人員宿舍
  - 車班值班休息室

- 臺北車班組
  - 主任
  - 副主任
  - 總務
  - 行車人員宿舍
  - 備品倉庫

- 新竹車班組
  - 主任
  - 副主任
  - 總務
  - 新竹行車人員寄宿舍

- 彰化車班組
  - 主任
  - 副主任
  - 總務
  - 補票機𢑥集連線
  - 彰化行車人員寄宿舍

- 嘉義車班組
  - 主任
  - 副主任
  - 總務
  - 嘉義行車人員寄宿舍

- 高雄車班組
  - 主任
  - 副主任
  - 總務
  - 派班室
  - 高雄行車人員宿舍
  - 高雄港行車人員寄宿舍
  - 臺東新行車人員宿舍

- 宜蘭車班組
  - 主任
  - 副主任

- 花蓮車班組
  - 主任
  - 副主任
  - 車班行車人員宿舍
  - 花蓮行車人員寄宿舍
  - 臺東行車人員寄宿舍

### 各地車站

#### 車站等級
台鐵各車站，係依照業務情形（含營業進款、客運業務量、貨運業務量、車站所在地環境（運轉及行車）等四項因素）評定等級
。
目前分為以下等級及種類：
- 特等站：依照車站業務情形，評分標準在90分以上，並經抄陳主管機關備查者。所謂「業務情形」包含了營運進款、客運業務、貨運業務、運轉及行車等因素。

- 一等站：依照車站業務情形，按評分標準在55分以上、90分以下，並經抄陳主管機關備查者。

- 二等站：依照車站業務情形，按評分標準在25分以上、55分以下，並經抄陳主管機關備查者。

- 三等站：依照車站業務情形，按評分標準在25分以下，並經抄陳主管機關備查者。

- 簡易站：客運量稀少、設備簡單、派有站員而無站長及行車副站長之車站。

- 甲種簡易站：於CTC或自動閉塞區間，客運量稀少，派有行車副站長值勤者，可辦理行車業務，且行車就地控制盤設在該站內。

- 乙種簡易站：於CTC或自動閉塞區間，客運量稀少，不派行車副站長，僅設有候車月台；可辦理行車業務，但行車就地控制盤不在該站內，而設在其所屬管理站。

- 丙種簡易站：於單線簡易聯動閉塞區間，或電氣路牌閉塞區間派有行車副站長值勤者，可辦理行車業務。

- 招呼站：為僅設有候車月台而無站員之車站。

- 號誌站：辦理行車運轉，而不辦理客貨營業之站場。

- 編組站：專辦列車編組及車輛調移之站場。

- 調車場：專辦列車調度及車輛調移之站場。

#### 車站等級沿革
- 2001年3月15日起，南迴線枋山站由三等站降為簡易站，並指定由加祿站管理。
- 2001年6月1日起，北迴線武塔站由三等站降為甲種簡易站，並指定由南澳站管理。
- 2001年7月16日起，平溪線十分站由三等站改為丙種簡易站，並指定由瑞芳站管理；平溪線沿線各站（大華、望古、嶺腳、平溪、菁桐）同日起改由瑞芳站管理。
- 2001年9月1日起，內灣線九讚頭站由三等站降為乙種簡易站，並指定由竹東站管理；合興、南河、內灣三站同日起改由竹東站管理。
- 2002年6月1日起，南迴線瀧溪、康樂二站由三等站降為甲種簡易站；瀧溪站指定由大武站管理，康樂站指定由臺東站管理；同日縱貫線五堵站由三等站降為簡易站，並指定由汐止站管理。
- 2002年8月13日起，縱貫線北回歸線站（甲種簡易站）裁撤。
- 2002年10月4日起，縱貫線新設大橋站（簡易站，由臺南站管理），位於基隆起350.5公里處（永康=臺南間），距永康站3.9公里，距臺南站2.5公里。
- 2002年11月22日起，臺中線新設太原站（簡易站，由臺中站管理），位於基隆起189.2公里處（潭子=臺中間），距潭子站5.1公里，距臺中站4.1公里。
- 2002年12月18日起，北迴線永春站（招呼站）裁撤。
- 2003年5月9日起，縱貫線新設三坑站（簡易站，由基隆站管理），位於基隆起1.3公里處（基隆=八堵間），距基隆站1.3公里，距八堵站2.4公里。
- 2003年6月13日起，北迴線武塔站由甲種簡易站降為招呼站。
- 2003年7月1日起，縱貫線南港站由一等站降為二等站。
- 2003年7月16日起，屏東線佳冬站由三等站降為甲種簡易站，並指定由枋寮站管理；東海站（招呼站）同日起改由枋寮站管理。
- 2003年8月23日起，花東線瑞北站（招呼站）裁撤。
- 2003年10月10日起，內灣線南河站更名為富貴站。
- 2004年2月1日起，宜蘭線貢寮、四城二站由三等站降為甲種簡易站；貢寮站指定由雙溪站管理，四城站指定由宜蘭站管理。
- 2004年9月6日起，宜蘭線大里站由三等站降為甲種簡易站，並指定由頭城站管理；石城站（招呼站）原由大里站管理，同日起改由頭城站管理；頂埔站（簡易站）原由頭城站管理，自同日起改由礁溪站管理。
- 2005年1月16日起，宜蘭線頂埔站由簡易站降為招呼站。
- 2005年8月10日起，縱貫線南港調車場（一等站）裁撤。
- 2005年9月5日起，縱貫線新設嘉北站（簡易站，由嘉義站管理），位於基隆起289.2公里處（民雄=嘉義間），距嘉義站2.6公里，距民雄站6.8公里；地址：嘉義市東區忠孝路539之3號（現地址改為：嘉義市東區後湖里保健街110號）。
- 2006年4月4日起，縱貫線新設大村站（簡易站，由員林站管理），位於基隆起222.1公里處（花壇=員林間），距員林站3.5公里，距花壇站4.6公里；地址：彰化縣大村鄉過溝村福進路100號。
- 2006年7月1日起，南迴線多良站（招呼站）裁撤。
- 2006年8月1日起，縱貫線大湖站由二等站降為三等站。
- 2006年10月27日起，縱貫線新設新左營站（一等站），位於基隆起397.4公里處（楠梓=左營間），距楠梓站5.1公里，距左營站1.9公里；地址：高雄市左營區菜公路1號（現地址改為：高雄市左營區站前北路1號）。
- 2006年11月1日起，縱貫線左營站由一等站降為簡易站，並指定由新左營站管理。
- 2006年12月1日起，臺中線新設新烏日站（三等站），位於基隆起201.6公里處（烏日=成功間），距烏日站0.8公里，距成功站2.7公里；臺中線烏日站由三等站降為簡易站，並指定由新烏日站管理；南迴線枋山站由簡易站降為招呼站。
- 2007年1月2日起，縱貫線八堵站由一等站降為二等站。
- 2007年3月30日起，花東線安通站（招呼站）裁撤。
- 2007年4月16日起，內灣線九讚頭站由丙種簡易站調整為簡易站。
- 2007年5月8日起，縱貫線新設百福站（簡易站，由七堵站管理），位於基隆起8.3公里處（七堵=五堵間），距七堵站2.7公里，距五堵站3.6公里。
- 2007年12月30日起，縱貫線新設汐科站（簡易站，由汐止站管理），位於基隆起14.6公里處（汐止=南港間），距汐止站1.5公里，距南港站4.1公里。
- 2008年3月27日起，花東線海端站由三等站降為乙種簡易站，並指定由關山站管理。
- 2008年4月1日起，海岸線談文站由甲種簡易站降為招呼站。
- 2008年5月15日起，集集線濁水站由招呼站提升為丙種簡易站；集集線車埕站由招呼站提升為簡易站。
- 2008年12月16日起，縱貫線高雄港站（一等站）裁撤;前鎮車場原由高雄港站管理，自同日起改由高雄站管理。
- 2008年12月25日起，縱貫線拔林站由簡易站降為招呼站。
- 2009年7月13日起，縱貫線鼓山站（三等站）改建地下化，暫停營運。
- 2010年7月14日起，縱貫線新增南科站（簡易站，由善化站管理），位於基隆起337.1公里處（善化=新市間），距善化站4.6公里，距新市站4.7公里。
- 2010年10月1日起，縱貫線中洲站由三等站提升為二等站。
- 2011年1月2日起，沙崙線新增長榮大學站（簡易站，由中洲站管理）、沙崙站（乙種簡易站，由中洲站管理）。
- 2011年9月2日起，縱貫線新增浮洲站（簡易站，由板橋站管理），位於基隆起38.0公里處，距板橋站2.5公里，距樹林站2.7公里。
- 2011年11月11日起，縱貫線新增北新竹站（簡易站，由新竹站管理）；內灣線新增世博(千甲)站（簡易站，由新竹站管理）、竹科(新莊)站（簡易站，由新竹站管理）；六家線新增六家站（乙種簡易站，由竹東站管理）。
- 2011年11月11日起，內灣線內灣.九讚頭二站由簡易站調整為乙種簡易站；竹中站由招呼站提升為甲種簡易站。
- 2012年9月28日起，縱貫線新增北湖站（甲種簡易站，由湖口站管理），位於基隆起87.1公里處（富岡=湖口間），距富岡站3.2公里，距湖口站2.5公里。
- 2012年12月28日起，林口線所有的車站（招呼／貨運站）裁撤。
- 2013年1月25日起，內灣線世博(千甲)站更名為千甲站、竹科(新莊)站更名為新莊站。
- 2013年6月27日起，花東線月美站（招呼站）裁撤。
- 2013年11月14日起，花東線溪口站（招呼站）裁撤。
- 2014年1月9日起，深澳線新增海科館站（招呼站，由瑞芳站管理）。
- 2014年1月10日起，縱貫線新增仁德站（簡易站，由中洲站管理），位於基隆起362.2公里處（保安=中洲間），距保安站1.4公里，距中洲站2.6公里。
- 2014年7月17日起 宜蘭線中里站(招呼站)管理站由二結站改為羅東站。
- 2014年7月18日起，宜蘭線蘇澳站由一等站降為二等站；蘇澳新站由二等站升為一等站。
- 2014年7月19日起，北迴線花蓮站由一等站升為特等站。
- 2014年7月31日起，臺中線新烏日站由三等站升為二等站。
- 2015年9月1日起，屏東線潮州站由三等站升為一等站。
- 2016年5月12日起，縱貫線南港站由二等站升回一等站。
- 2016年6月29日起，縱貫線新增三姓橋站(簡易站，由新竹站管理)。
- 2016年9月10日起，配合高鐵苗栗站開通，提供站外轉乘，豐富站由招呼站提升為簡易站。
- 2016年12月28日起，深澳線八斗子站復駛(招呼站，由瑞芳站管理)。
- 2017年9月6日起，縱貫線新增新富車站（招呼站，由富岡站管理）。
- 2018年7月10日起，花東線林榮車站復駛，因由新光集團出資復站，故更名林榮新光車站（簡易站，由鳳林站管理）
- 2018年10月14日：高雄市區鐵路地下化第一階段完工通車，新增美術館、民族、科工館、正義四座地下車站。復興號列車只行駛到潮州車站，以北由莒光號列車取代。
- 2018年10月28日，臺中都會區鐵路高架捷運化計畫第二階段完工，增設栗林、頭家厝、松竹、精武、五權五座高架車站。
- 2020年3月27日起，枋山站由招呼站升等為乙種簡易站。

## 工務處
該處主要職掌為辦理鐵路土木建築工程、路線保養、軌道之機械養路作業、鋼樑維修加固、軌道材料之研發製作、機械維修等事項。
- 路線科
- 橋隧科
- 工程科
- 綜核科

- 臺北工務段：八堵分駐所、桃園分駐所、新竹分駐所
- 臺中工務段：苗栗分駐所、大甲分駐所、彰化分駐所
- 嘉義工務段：田中分駐所、嘉義分駐所、新營分駐所
- 高雄工務段：臺南分駐所、高雄分駐所、枋寮分駐所
- 宜蘭工務段：瑞芳分駐所、頭城分駐所、蘇新分駐所
- 花蓮工務段：花蓮分駐所、鳳林分駐所
- 臺東工務段：池上分駐所、臺東分駐所
- 工務養護總隊/駐地烏日：苗栗施工分隊、二水施工分隊

## 機務處
該處業務職掌主要負責台鐵鐵路車輛運轉檢修及司機員服勤管理。
- 綜核科

- 行車技術科

- 車輛技術研考科

- 車輛科

- 工事科

### 機廠
機廠為辦理機車、客車、內燃車及貨物車輛之修理、製造事項設立。機廠底下各設技術組、工作組、材料組、總務室及勞工安全衛生室，並得視業務需要分設各類工場。
- 富岡機廠
  - 技術組
  - 工作組
  - 材料組
  - 總務室
  - 勞工安全衛生室
  - 柴電機車工場
  - 迴轉機工場
  - 電力機車工場
  - 電子研修工場
  - 工機工場
  - 組件工場
  - 轉向架工場
  - 電機工場
  - 客車工場
  - 電聯車工場
  - 研發工場
  - 人事室
  - 主計室
  - 政風室

- 潮州機廠
  - 工作組
  - 技術組
  - 材料組
  - 總務室
  - 人事室
  - 會計室
  - 政風室
  - 勞工安全衛生室
  - 第一工場
  - 第二工場
  - 第三工場
  - 第四工場

- 花蓮機廠
  - 總務室
  - 工程組
  - 第一工場(引擎、變速機、空壓機、冷卻器)
  - 第二工場(轉向架、車輪)
  - 第三工場(發電機)
  - 第四工場(材料)
  - 勞工安全衛生室
  - 會計室
  - 人事管理員

### 機務段
- 七堵機務段
  - 基隆機務分駐所

- 宜蘭機務段
  - 蘇澳機務分駐所

- 臺北機務段

- 新竹機務段
  - 南新竹機務分駐所
  - 苗栗機務分駐所

- 彰化機務段
  - 二水機務分駐所

- 嘉義機務段

- 高雄機務段
  - 左營機務分段
  - 枋寮機務分駐所

- 花蓮機務段

- 臺東機務段

## 電務處
- 綜核科
- 電訊科
- 號誌科
- 電力科
- 電訊中心
  - 電訊分駐所
  - 電訊分駐所南港辦公室
  - 電訊分駐所松山辦公室
  - 電力分駐所

### 電務段

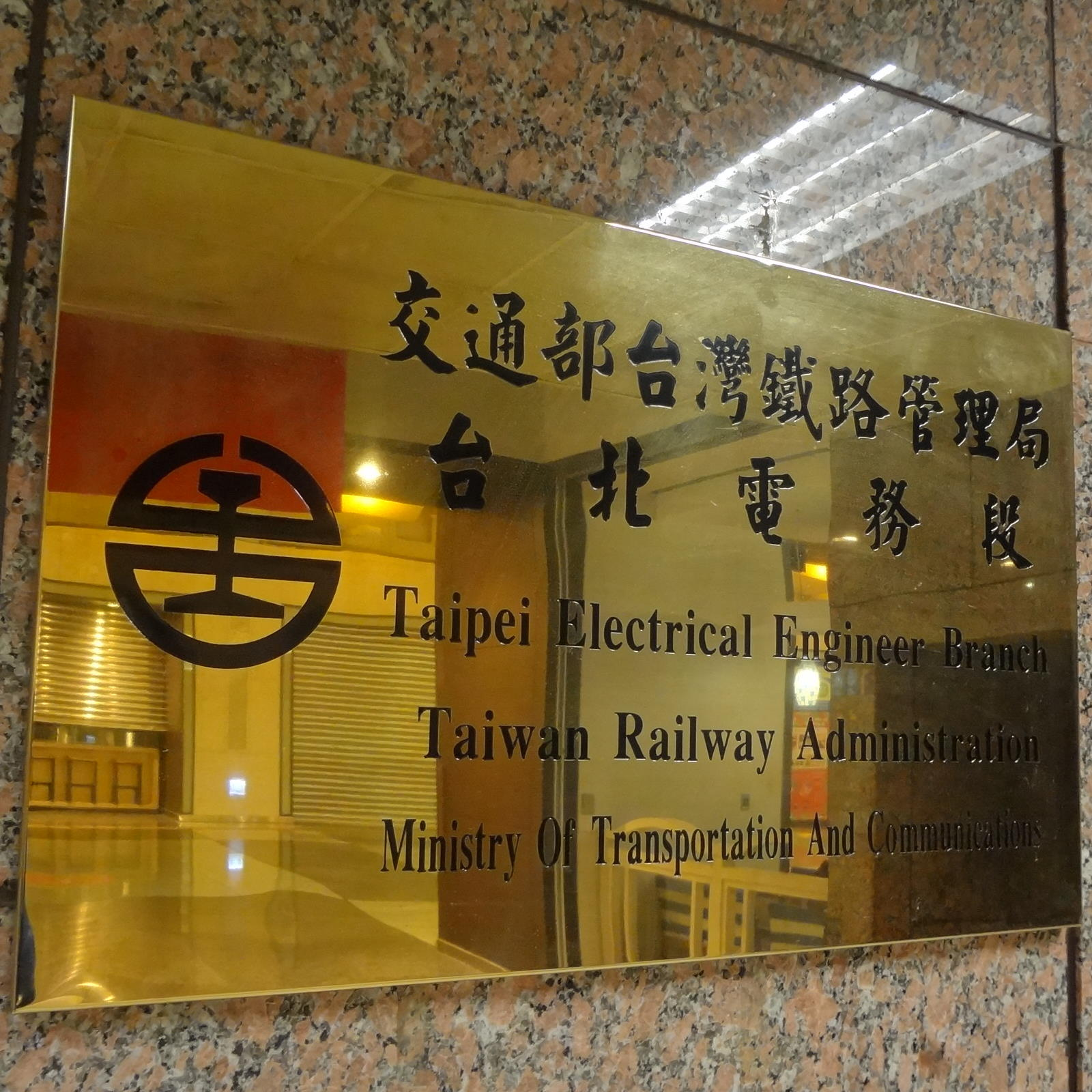
臺北電務段銘板

- 臺北電務段 (蘇澳至竹南)
  - 臺北電務分駐所
  - 基隆電務分駐所
  - 新竹電務分駐所
  - 宜蘭電務分駐所
  - 臺北號誌總機分駐所
  - 新竹號誌分駐所
  - 中壢號誌分駐所
  - 臺北號誌分駐所
  - 七堵號誌分駐所
  - 瑞芳號誌分駐所
  - 福隆號誌分駐所
  - 宜蘭號誌分駐所

- 彰化電務段 (竹南至台南)
  - 臺中電務分駐所
  - 彰化電務分駐所
  - 嘉義電務分駐所
  - 苗栗號誌分駐所
  - 臺中號誌分駐所
  - 後龍號誌分駐所
  - 大甲號誌分駐所
  - 彰化號誌分駐所
  - 二水號誌分駐所
  - 嘉義號誌分駐所
  - 新營號誌分駐所

- 高雄電務段 (台南至金崙)
  - 高雄總機分駐所
  - 臺南電務分駐所
  - 高雄電務分駐所
  - 屏東電務分駐所
  - 枋寮電務分駐所
  - 大武電務分駐所
  - 臺南號誌分駐所
  - 左營號誌分駐所

- 花蓮電務段 (金崙至永樂)
  - 和平電務分駐所
  - 花蓮電務分駐所
  - 玉里電務分駐所
  - 臺東電務分駐所

### 電力段
- 臺北電力段
  - 變電分駐所
  - 電力調配室
    - 北部轄區
    - 南部轄區
    - 東部轄區

  - 七堵電力分駐所
  - 樹林電力分駐所
  - 新竹電力分駐所
  - 南港變電站
  - 樹林變電站
  - 內壢變電站
  - 新竹變電站

- 彰化電力段
  - 大甲電力分駐所
  - 苗栗電力分駐所
  - 豐原電力分駐所
  - 彰化電力分駐所
  - 苗栗變電站
  - 後龍變電站
  - 豐原變電站
  - 彰化變電站
  - 甲南變電站
  - 石榴變電站

- 嘉義電力段
  - 嘉義電力分駐所

- 臺南電力段
  - 臺南電力分駐所
  - 岡山電力分駐所
  - 九曲堂電力分駐所
  - 嘉義變電站
  - 善化變電站
  - 岡山變電站
  - 九曲堂變電站

- 宜蘭電力段
  - 雙溪電力分駐所
  - 礁溪電力分駐所
  - 蘇澳電力分駐所
  - 和平電力分駐所
  - 雙溪變電站
  - 礁溪變電站
  - 蘇澳變電站
  - 和平變電站
- 花蓮電力段
  - 花蓮電力分駐所
  - 玉里電力分駐所
  - 臺東電力分駐所
  - 大武電力分駐所
  - 花蓮變電站
  - 光復變電站
  - 玉里變電站
  - 關山變電站
  - 臺東變電站
  - 大武變電站

## 行政處
- 文檔科
- 事務科
- 出納科
- 防護科

## 材料處
- 北區供應廠
- 中區供應廠
- 南區供應廠

## 企劃處
- 綜核科
- 企研科
- 地權科
- 開發科
- 資訊中心

## 餐旅服務總所
- 車勤服務部
  - 七堵車勤服務部本部
  - 高雄分部
  - 花蓮分部
- 臺北鐵路餐廳
- 臺中鐵路餐廳
- 高雄鐵路餐廳

## 貨運服務總所
- 業務課

- 人事室

- 政風室

- 會計室

- 總務室

### 貨運服務所
- 臺北貨務服務所

- 臺中貨運服務所

- 臺南貨運服務所

- 高雄貨運服務所

## 其它單位
- 法規小組
- 鐵路工會
- 員工訓練中心 地址:台北市北投區公館路83號
- 勞安室
- 員工福利委員會
- 勞工教育

### 特種防護團
- 局本部緊急應變中心（災害應變中心）

- 北區緊急應變小組
  - 臺北區聯合辦事處（緊急應變小組）
  - 七堵地區緊急應變小組
  - 臺北地區緊急應變小組
  - 樹林地區緊急應變小組
  - 桃園地區緊急應變小組
  - 新竹地區緊急應變小組

- 中區緊急應變小組
  - 臺中區聯合辦事處（緊急應變小組）
  - 苗栗地區緊急應變小組
  - 大甲地區緊急應變小組
  - 臺中地區緊急應變小組
  - 彰化地區緊急應變小組
  - 二水地區緊急應變小組

- 南區緊急應變小組
  - 高雄區聯合辦事處（緊急應變小組）
  - 斗六地區緊急應變小組
  - 嘉義地區緊急應變小組
  - 臺南地區緊急應變小組
  - 高雄地區緊急應變小組

- 宜蘭區緊急應變小組
  - 宜蘭區聯合辦事處（緊急應變小組）
  - 瑞芳地區緊急應變小組
  - 宜蘭地區緊急應變小組
  - 蘇澳地區緊急應變小組

- 東區緊急應變小組
  - 花蓮區聯合辦事處（緊急應變小組）
  - 花蓮地區緊急應變小組
  - 玉里地區緊急應變小組
  - 臺東地區緊急應變小組